# Кубок Баку по теннису
Кубок Баку — женский профессиональный международный теннисный турнир, проводимый в июле в Баку (Азербайджан) на хардовых кортах местной Теннисной академии. С 2011 года относится к международной серии WTA с призовым фондом 250 тысяч долларов и турнирной сеткой, рассчитанной на 32 участницы в одиночном разряде и 16 пар.

## Общая информация
Бакинский чемпионат в рамках элитного женского протура организован накануне сезона-2011, когда WTA передала местным организаторам лицензию испытывавшего финансовые проблемы турнира в Портороже. Как и словенский приз чемпионат в Азербайджане стал проходить в июле — в самом начале летней хардовой серии, подготовительной к US Open. Соревнование имело стабильное финансирование, но год от года собирало достаточно слабый состав и в итоге, после сезона-2015, ассоциация отказалась от проведения Кубка Баку, передав лицензию приза международной серии соседнему турниру в Наньчане, ранее проводившемуся в рамках серии WTA 125.
Победительницы и финалистки
Соревнование достаточно сильно меняла свой состав год от года, а основу участниц чемпионата составляли обычно спортсменки из стран бывшего СССР. За пять одиночных турниров до титульного матча добрались девять теннисисток, а единственная двукратная финалистка — Элина Свитолина — реализовала оба своих матча в победы. В пяти парных финалах приняли участие 18 теннисисток, а обе двукратные финалистки — Александра Панова и Маргарита Гаспарян, также как и Свитолина, стали двукратными чемпионками. Гаспарян, при этом, стала единственной теннисисткой, которой покорился и одиночный и парный приз, причём обе свои победы россиянка одержала в один и тот же год.

## Финалы разных лет
| Год  | Чемпионка           | Финалистка        | Счёт        |
| ---- | ------------------- | ----------------- | ----------- |
| 2015 | Маргарита Гаспарян  | Патрича Мария Циг | 6-3 5-7 6-0 |
| 2014 | Элина Свитолина (2) | Бояна Йовановски  | 6-1 7-6(2)  |
| 2013 | Элина Свитолина     | Шахар Пеер        | 6-4 6-4     |
| 2012 | Бояна Йовановски    | Джулия Коэн       | 6-3 6-1     |
| 2011 | Вера Звонарёва      | Ксения Первак     | 6-1 6-4     |

| Год  | Чемпионки                                | Финалистки                         | Счёт              |
| ---- | ---------------------------------------- | ---------------------------------- | ----------------- |
| 2015 | Маргарита Гаспарян Александра Панова (2) | Виталия Дьяченко Ольга Савчук      | 6-3 7-5           |
| 2014 | Александра Панова Хезер Уотсон           | Ралука Олару Шахар Пеер            | 6-2 7-6(3)        |
| 2013 | Ирина Бурячок (2) Оксана Калашникова     | Элени Данилиду Александра Крунич   | 4-6 7-6(3) [10-4] |
| 2012 | Ирина Бурячок Валерия Соловьёва          | Ева Бирнерова Альберта Брианти     | 6-3 6-2           |
| 2011 | Мария Корытцева Татьяна Пучек            | Галина Воскобоева Моника Никулеску | 6-3 2-6 [10-8]    |